# Singles Sales
El Singles Sales (también conocido como Hot 100 Singles Sales) es una lista de los 100 sencillos más vendidos en los Estados Unidos, publicada semanalmente por la revista Billboard. Mide las ventas de los sencillos semana tras semana, es uno de los tres componente básicos del Billboard Hot 100 junto con el Hot 100 Airplay y el Hot Digital Songs.

## Historia
Como el Top 75 de Sencillos del Reino Unido hizo por más de cincuenta años (antes de la semana del 17 de abril de 2005), esta lista monitorea las ventas de sencillos en las tiendas. Como las ventas de sencillos se han vuelto menos populares, las descargas digitales han sido incorporadas en la lista principal para reflejar de una mejor manera la popularidad de una popularidad.
Con la introducción del Pop 100, la información del Hot 100 Singles Sales ha sido utilizada para compilar al Hot 100 y al Pop 100, el nombre de la lista ha cambiado a uno más corto simplemente "Singles Sales" (para mostrar sus usos en ambas listas). Sin embargo, el nombre está todavía en un período de transición y no ha sido confirmado el cambio permanente.
- Datos: Q1630676